# Воровиці (Свентокшиське воєводство)
Воровиці (пол. Worowice) — село в Польщі, у гміні Васнюв Островецького повіту Свентокшиського воєводства.
Населення — 107 осіб (2011).
У 1975-1998 роках село належало до Келецького воєводства.

## Демографія
Демографічна структура на день 31 березня 2011 року:
|          | Загалом | Допрацездатний вік | Працездатний вік | Постпрацездатний вік |
| -------- | ------- | ------------------ | ---------------- | -------------------- |
| Чоловіки | 54      | 8                  | 41               | 5                    |
| Жінки    | 53      | 14                 | 27               | 12                   |
| Разом    | 107     | 22                 | 68               | 17                   |